# Distretto di Berrouaghia
Il distretto di Berrouaghia è un distretto della Provincia di Médéa, in Algeria.

## Comuni
Il distretto di Berrouaghia comprende 3 comuni:
- Berrouaghia
- Rebaia
- Ouled Deide